# Велики смрад
Велики смрад је био догађај у централном Лондону током јула и августа 1858. године, током којег је вруће време погоршало смрад необрађеног људског отпада и индустријских отпадних вода који су се налазили на обалама реке Темзе. Проблем се гомилао годинама, са застарелим и неадекватним канализационим системом који се директно изливао у Темзу. Сматрало се да мијазма из отпадних вода преноси заразне болести, а три епидемије колере пре Великог смрада приписане су проблемима са реком.
Смрад и страхови од његових могућих последица подстакли су акцију националних и локалних администратора који су разматрали могућа решења. Власти су прихватиле предлог грађевинског инжењера Џозефа Базалгета да се отпадне воде помере на исток кроз низ међусобно повезаних колектора који би се спуштали ка испустима изван градског подручја. Радови на системима високог, средњег и ниског нивоа за нове Северни и Јужни одводни колектор почели су почетком 1859. и трајали су до 1875. Да би се олакшала дренажа, изграђене су пумпне станице за подизање канализације са нижих нивоа у више цеви. Две од украшенијих станица, Аби Милс у Стратфорду и Кроснес на мочварама Ерит, са архитектонским пројектима консултанта инжењера Чарлса Драјвера, заведене су као зграде од посебног интереса под заштитом English Heritage. Базалгетов план је увео три насипа у Лондону у којима су пролазили колектори: Викторијин, Челсијев и Албертов насип.
Базалгетов рад је осигурао да се канализација више не баца на обале Темзе и ставио је тачку на епидемије колере; сматра се да су његови поступци спасили више живота него напори било ког другог викторијанског званичника. Његов канализациони систем функционише и у 21. веку, опслужујући град који је нарастао на преко осам милиона становника. Историчар Питер Акројд тврди да би Базалгета требало сматрати херојем Лондона.

## Позадина
Канализациони тунели од цигле грађени су у Лондону од 17. века, када су делови река Флит и Волбрук прекривени у ту сврху. У веку који је претходио 1856. години, у Лондону је изграђено преко стотину канализационих колектора, а до тада је град имао око 200.000 септичких јама и 360 колектора. Неке септичке јаме су испуштале метан и друге гасове, који су се често палили и експлодирали, док су многи колектори били у лошем стању. Током раног 19. века извршена су побољшања у снабдевању водом за Лондонце, а до 1858. многе средњовековне дрвене водоводне цеви у граду замењене су гвозденим. Ово, у комбинацији са увођењем тоалета са испирањем и порастом градског становништва са нешто мање од милион на три милиона, довело је до тога да се више воде, заједно са припадајућим отпадом, испира у канализацију. Испусти из фабрика, кланица и других индустријских делатности додатно су оптеретили већ пропали систем. Већи део овог отпада се или преливао, или директно изливао у Темзу. Научник Мајкл Фарадеј описао је ситуацију у писму за The Times у јулу 1855: шокиран стањем Темзе, бацао је комадиће белог папира у реку да би „тестирао степен непрозирности”. Његов закључак је био: „У близини мостова, фекалије су се котрљале у облацима тако густим да су били видљиви на површини, чак и у оваквој води Смрад је био веома лош, и заједнички за сву воду; био је исти као онај који сада долази из сливника на улицама; цела река је за то време била права канализација.” Смрад из реке био је толико лош да је 1857. године влада сипала креч, хлорид креча и карбоксилну киселину у реку како би ублажила смрад.
Преовлађујућа мисао у викторијанском здравству о преношењу заразних болести била је теорија мијазме, која је сматрала да већину заразних болести изазива удисање загађеног ваздуха. Ово загађење могло је бити у облику мириса трулих лешева или канализације, али и трулог поврћа, или издахнутог даха већ оболеле особе. Већина је веровала да је мијазма вектор преноса колере, која је била у порасту у Европи 19. века. Болест је изазивала дубок страх код свих, због брзине којом се могла ширити и високе стопе смртности.
Прва велика епидемија колере у Лондону погодила је град 1831. године, када је болест однела 6.536 живота. У периоду 1848–49. дошло је до друге епидемије у којој је умрло 14.137 становника Лондона, а након тога уследила је још једна епидемија 1853–54. у којој је умрло 10.738 људи. Током друге епидемије, Џон Сноу, лекар из Лондона, приметио је да су стопе смртности веће у подручјима која су снабдевале водоводне компаније Ламбет и Садарк и Воксхол. Године 1849. објавио је рад О начину преношења колере, у којем је поставио теорију о преносу болести путем воде, а не теорију мијазме; раду је посвећено мало пажње. Након треће епидемије колере 1854. године, Сноу је објавио ажурирану верзију свог трактата, након што се фокусирао на последице у Улици Броуд, у Сохоу. Сноу је уклонио ручку са локалне пумпе за воду, чиме је спречио приступ загађеној води, што је довело до пада броја смртних случајева. Касније је утврђено да је у близини бунара из којег се црпела вода пролазио пропусни канализациони канал.

## Локална управа
Грађанска инфраструктура која је надгледала управљање лондонском канализацијом прошла је кроз неколико промена у 19. веку. Године 1848. основана је Метрополитенска комисија за канализацију (MCS) на инсистирање социјалног реформатора Едвина Чедвика и једне краљевске комисије. Комисија је заменила седам од осам власти које су управљале лондонском канализацијом од времена Хенрија VIII; то је био први пут да је јединствена власт имала потпуну контролу над санитарним објектима престонице. Закон о изградњи из 1844. године налагао је да све нове зграде морају бити повезане на канализацију, а не на септичку јаму, а комисија је почела да повезује септичке јаме са канализацијом или да их потпуно уклања. Због страха да ће мијазма из канализације изазвати ширење болести, Чедвик и његов наследник, патолог Џон Сајмон, побринули су се да се канализација редовно испира, што је политика која је довела до тога да се још више отпадних вода испушта у Темзу.
У августу 1849. MCS је именовао Џозефа Базалгета на место помоћника надзорника. Радио је као консултантски инжењер у железничкој индустрији док га прекомерни рад није довео до озбиљног здравственог слома; његово именовање у комисију било је прво радно место по повратку на посао. Радећи под главним инжењером, Френком Фостером, почео је да развија систематичнији план за градску канализацију. Стрес на тој позицији био је превелик за Фостера и он је умро 1852; Базалгет је унапређен на његово место и наставио је да усавршава и развија планове за развој канализационог система. Закон о управљању метрополом из 1855. заменио је комисију Метрополитенским одбором за радове (MBW), који је преузео контролу над канализацијом.
До јуна 1856. Базалгет је завршио своје коначне планове, који су предвиђали мале, локалне колекторе пречника око 3 ft (0,9 m) који би се уливали у низ већих колектора све док се не би изливали у главне одводне цеви високе 11 ft (3,4 m). Планирани су Северни одводни колектор и Јужни одводни колектор за управљање отпадом са сваке стране реке. Лондон је подељен на подручја високог, средњег и ниског нивоа, са главним колектором који опслужује свако; планиран је низ пумпних станица за одвођење отпада према истоку града. Базалгетов план се заснивао на Фостеровом, али је био већег обима и предвиђао је већи пораст становништва од Фостеровог – са 3 на 4,5 милиона. Базалгет је своје планове поднео сер Бенџамину Холу, Првом комесару за радове. Хол је имао резерве према испустима—местима где се отпадне воде испуштају у друге водотоке—из колектора, за које је рекао да су и даље унутар граница престонице, и стога неприхватљиви. Током текућих расправа, Базалгет је усавршавао и мењао своје планове, у складу са Холовим захтевима. У децембру 1856. Хол је планове поднео групи од три консултантска инжењера: капетану Дагласу Страту Галтону из Краљевских инжењера, Џејмсу Симпсону, инжењеру из две водоводне компаније, и Томасу Блеквуду, главном инжењеру на каналу Кенет и Ејвон. Трио је у јулу 1857. поднео извештај Холу са предложеним променама положаја испуста, које је он у октобру проследио MBW-у. Нова предложена места за испуштање требало је да буду отворени колектори, који би се протезали 15 mi (24 km) даље од положаја које је одбор предложио; трошкови њихових планова износили би преко 5,4 милиона фунти, знатно више од максималне процене Базалгетовог плана од 2,4 милиона фунти. У фебруару 1858. општи избори довели су до пада виговске владе Лорда Палмерстона, коју је заменила друга конзервативна влада Лорда Дарбија; Лорд Џон Менерс је заменио Хола, а Бенџамин Дизраели је именован за Вођа Дома комуна и канцелар благајне.

## Јун до август 1858.
До средине 1858. године проблеми са Темзом су се гомилали већ неколико година. У свом роману Мала Дорит—објављеном у наставцима између 1855. и 1857.—Чарлс Дикенс је написао да је Темза била „смртоносна канализација уместо лепе, свеже реке”. У писму пријатељу, Дикенс је рекао: „Могу да посведочим да су увредљиви мириси, чак и у том кратком удаху, били такве природе да су надимали главу и стомак”, док је друштвени научник и новинар Џорџ Годвин написао да је „на неким деловима талог дебљи од шест стопа” на обали Темзе, и да је „цео тај талог густо прожет нечистом материјом”. У јуну 1858. температуре у хладу у Лондону су у просеку износиле 34—36 °C (93—97 °F)—пењући се до 48 °C (118 °F) на сунцу. У комбинацији са дугим сушним периодом, ниво Темзе је опао, а сирови отпад из канализације остао је на обалама реке. Краљица Викторија и принц Алберт покушали су да се провозају бродом по Темзи, али су се вратили на обалу за неколико минута јер је смрад био ужасан. Штампа је убрзо почела да назива догађај „Велики смрад”; уводни чланак у City Press-у је приметио да је „Учтивости у говору дошао крај—смрди, и ко једном удахне смрад никада га не може заборавити и може се сматрати срећним ако доживи да га се сећа”. Писац за The Standard се сложио са овим мишљењем. Један од његових репортера описао је реку као „кужну и тифусом заражену одвратност”, док је други написао да је „количина отровних гасова која се ослобађа сразмерна повећању количине отпадних вода које се испуштају у реку”. Уводни чланак у The Illustrated London News је коментарисао:
Можемо колонизовати најудаљеније крајеве земље; можемо освојити Индију; можемо плаћати камату на највећи дуг икада уговорен; можемо ширити своје име, и своју славу, и своје плодоносно богатство у сваки део света; али не можемо очистити реку Темзу.
До јуна, смрад из реке је постао толико лош да је пословање у Парламенту било погођено, а завесе на речној страни зграде биле су натопљене хлоридом креча да би се савладао смрад. Мера није била успешна, па су вођени разговори о могућем пресељењу владе у Оксфорд или Сент Олбанс. The Examiner је известио да је Дизраели, приликом посете једној од сала за састанке, убрзо изашао заједно са осталим члановима одбора, „са гомилом папира у једној руци, и са марамицом прислоњеном на нос” јер је смрад био толико лош. Ометање законодавног рада довело је до постављања питања у Дому комуна. Према Хансарду, посланик Џон Брејди је обавестио Менерса да чланови не могу да користе ни сале за састанке ни библиотеку због смрада, и питао министра „да ли је племенити Лорд предузео икакве мере за ублажавање испарења и уклањање ове непријатности”. Менерс је одговорио да Темза није под његовом надлежношћу. Четири дана касније, други посланик је рекао Менерсу: „Перверзном домишљатошћу, једна од најплеменитијих река претворена је у септичку јаму, и желим да питам да ли Влада Њеног Величанства намерава да предузме било какве кораке да исправи ово зло?” Менерс је истакао „да Влада Њеног Величанства нема апсолутно никакве везе са стањем Темзе”. Сатирични часопис Панч је коментарисао да је „Једина апсорбујућа тема у оба дома Парламента било питање Завере за тровање. О кривици тог старог преступника, Оца Темзе, постојали су најопширнији докази”.
На врхунцу смрада, 200 to 250 long tons (220 to 280 short tons) креча се користило у близини ушћа канализационих цеви које су се изливале у Темзу, а људи су били ангажовани да посипају креч по обали Темзе за време осеке; трошак је износио 1.500 фунти недељно. Дана 15. јуна Дизраели је поднео Предлог закона о изменама и допунама Закона о локалном управљању метрополом, предложену измену Закона из 1855; у уводној дебати назвао је Темзу „стигијским базеном, који се пуши од неописивих и неподношљивих ужаса”. Предлог закона је пребацио одговорност за чишћење Темзе на MBW, и навео да „колико год је то могуће” канализациони испусти не би требало да буду унутар граница Лондона; такође је омогућио Одбору да позајми 3 милиона фунти, који би се отплаћивали из намета од три пенија на сва лондонска домаћинства у наредних четрдесет година. Услови су фаворизовали Базалгетов оригинални план из 1856. и превазишли Холов приговор на њега. Уводни чланак у The Times-у је приметио да је „Парламент био готово приморан да донесе закон о великој лондонској непријатности силом чистог смрада”. Предлог закона је расправљан крајем јула и усвојен је 2. августа.

## Изградња
Базалгетови планови за додатних 1.100 mi (1.800 km) уличних канализационих цеви (које би сакупљале и отпадне воде и кишницу), а које би се уливале у 82 mi (132 km) главних повезујућих колектора, расписани су на тендерима између 1859. и 1865. године. Четири стотине цртача радило је на детаљним плановима и пресецима за прву фазу процеса изградње. Било је неколико инжењерских изазова које је требало савладати, посебно чињеница да делови Лондона—укључујући подручје око Ламбета и Пимлико—леже испод нивоа високе воде. Базалгетов план за подручја ниског нивоа био је да се канализација подиже из нисколежећих колектора на кључним тачкама у колекторе средњег и високог нивоа, који би се затим уз помоћ гравитације одводили ка источним испустима са нагибом од 2 ft/mi (38 cm/km).  Базалгет је био заговорник употребе портланд цемента, материјала јачег од стандардног цемента, али са слабошћу када се прегреје. Да би превазишао проблем, увео је систем контроле квалитета за тестирање серија цемента, који историчар Стивен Халидеј описује као „разрађен” и „драконски”. Резултати су прослеђивани произвођачима, који су мењали своје производне процесе како би додатно побољшали производ. Један од произвођача цемента је коментарисао да је MBW био прво јавно тело које је користило такве процесе тестирања. Напредак Базалгетових радова позитивно је извештаван у штампи. Пол Добрашчик, историчар архитектуре, описује извештавање као представљање многих радника „у позитивном, чак херојском светлу”, а 1861. The Observer је описао напредак на канализацији као „најскупљи и најчудеснији рад модерног доба”. Трошкови изградње били су толико високи да је у јулу 1863. MBW-у позајмљено додатних 1,2 милиона фунти за покривање трошкова радова.

### Јужни дренажни систем
Јужни систем, преко мање насељених предграђа Лондона, био је мањи и лакши део система за изградњу. Три главна колектора ишла су од Патнија, Вандсворта и Норвуда док се нису спојила у Дептфорду. На том месту, пумпна станица је подизала отпадне воде за 21 ft (6,4 m) у главни одводни колектор, који је водио до пумпне станице Кроснес на мочварама Ерит, где се испуштао у Темзу за време плиме. Новоизграђену станицу у Кроснесу пројектовали су Базалгет и консултантски инжењер, Чарлс Драјвер, заговорник употребе ливеног гвожђа као грађевинског материјала. Зграда је била у романичком стилу, а унутрашњост садржи архитектонске елементе од ливеног гвожђа које English Heritage описује као важне. Снагу за пумпање велике количине отпадних вода обезбеђивала су четири масивна мотора са балансом, названа Викторија, Принц Консорт, Алберт Едвард и Александра, које је произвела компанија Џејмс Ват и Ко.
Станицу је у априлу 1865. отворио Принц од Велса—будући краљ Едвард VII—који је званично покренуо моторе. Церемонији, којој су присуствовали и други чланови краљевске породице, посланици, Лорд-градоначелник Лондона и надбискупи Кентерберија и Јорка, уследила је вечера за 500 људи унутар зграде. Церемонија је означила завршетак изградње Јужних одводних колектора и почетак њиховог рада.
Са успешним завршетком јужног одвода, један од чланова одбора MBW, посланик по имену Милер, предложио је бонус за Базалгета. Одбор се сложио и био је спреман да инжењеру плати 6.000 фунти—три пута више од његове годишње плате—са додатних 4.000 фунти које би се поделиле између његова три помоћника. Иако је идеја касније одбачена након критика, Халидеј примећује да велики износи о којима се расправљало „у време када је штедљивост била доминантна карактеристика јавних расхода, представља чврст показатељ дубине јавног интереса и одобравања који су, чини се, карактерисали овај рад.”

### Северни дренажни систем
Северна страна Темзе била је насељенија, дом две трећине становништва Лондона, а радови су морали да се одвијају кроз загушене улице и да савладају урбане препреке попут канала, мостова и железничких пруга. Радови на систему почели су 31. јануара 1859, али су градитељи наишли на бројне проблеме током изградње, укључујући штрајк радника 1859–60, јаке мразеве зими и обилније падавине од уобичајених. Киша је у јуну 1862. била толико јака да се догодила несрећа на радовима обнове Флит колектора. Дубоки ископи су се одвијали паралелно са ископом усека у Клеркенвелу за Метрополитенску железницу (сада Метрополитенска линија), а зид висок 8 1⁄2 ft (2,6 m) који је делио два рова се срушио, изливајући воде Флита на улицу Викторија, оштетивши гасоводне и водоводне цеви.
Колектор високог нивоа—најсевернији део радова—ишао је од Хемпстед Хита до Стоук Њуингтона и преко Викторија парка, где се спајао са источним крајем колектора средњег нивоа. Колектор средњег нивоа почињао је на западу у Бејзвотеру и ишао дуж Оксфорд стрит, кроз Клеркенвел и Бетнал Грин, пре спајања. Овај комбиновани главни колектор водио је до пумпне станице Аби Милс у Стратфорду, где му се прикључивао источни крај колектора ниског нивоа. Пумпе у Аби Милсу подизале су отпадне воде из колектора ниског нивоа за 36 ft (11 m) у главни колектор. Овај главни колектор ишао је 5 mi (8 km)—дуж онога што је данас познато као Гринвеј—до испуста у Бектону.
Као и пумпна станица Кроснес, Аби Милс је био заједнички пројекат Базалгета и Драјвера. Изнад центра машинске хале налазила се украшена купола која, како сматра Добрашчик, згради даје „површну сличност са византијском црквом”. Историчар архитектуре Николаус Певснер, у својим Зградама Енглеске, сматрао је да зграда показује „узбудљиву архитектуру примењену на најпрљавије сврхе”; наставио је описујући је као „неортодоксну мешавину, нејасно у италијанском готичком стилу, али са низовима византијских прозора и централним осмоугаоним лантерном који додаје грациозан руски укус”.
Да би обезбедио дренажу за нисколежеће колекторе, у фебруару 1864. Базалгет је почео изградњу три насипа дуж обала Темзе. На северној страни изградио је Викторијин насип, који се протеже од Вестминстера до моста Блекфрајарс, и Челсијев насип, који иде од Милбанка до Кедоган Пира у Челсију. Јужна страна садржи Албертов насип, од краја Вестминстерског моста у Ламбету до Воксхола. Водио је колекторе дуж обала Темзе, подижући зидове на обали, постављајући канализационе цеви унутра и испуњавајући простор око њих. Радови су заузели преко 52 acres (21 ha) земљишта од Темзе; Викторијин насип је имао додатну корист у растерећењу гужве на постојећим путевима између Вестминстера и Ситија Лондона. Трошкови изградње насипа процењени су на 1,71 милиона фунти, од чега је 450.000 фунти употребљено за куповину неопходних некретнина уз реку, које су углавном биле за лаку индустријску употребу. Пројекат насипа сматран је национално важним и, пошто краљица није могла да присуствује због болести, Викторијин насип је у јулу 1870. отворио Принц од Велса. Албертов насип је завршен у новембру 1869, док је Челсијев насип отворен у јулу 1874.
Базалгет је сматрао пројекат насипа „једном од најтежих и најсложенијих ствари које је [MBW] морао да уради”, и убрзо након отварања Челсијевог насипа, проглашен је за витеза. Године 1875. радови на западној дренажи су завршени, и систем је постао оперативан. За изградњу је било потребно 318 милиона цигли и 880.000 cu yd (670.000 m3) бетона и малтера; коначни трошак износио је приближно 6,5 милиона фунти.

## Наслеђе
Године 1866. дошло је до још једне епидемије колере у Лондону која је однела 5.596 живота, иако је била ограничена на подручје Ист Енда између Олдгејта и Боуа. У то време, то је био део Лондона који није био повезан са Базалгетовим системом, а 93% смртних случајева догодило се у том подручју. Кривица је лежала на Водоводној компанији Источног Лондона, која је испуштала своје отпадне воде пола миље (800 m) низводно од свог резервоара: отпадне воде су се плимом носиле узводно у резервоар, контаминирајући воду за пиће у том подручју. Епидемија и дијагноза њених узрока довели су до прихватања да се колера преноси водом, а не мијазмом. The Lancet, извештавајући о детаљима истраге инцидента коју је водио др Вилијам Фар, навео је да ће његов извештај „учинити неодољивим закључке до којих је дошао у погледу утицаја водоснабдевања на узроковање епидемије.” Била је то последња епидемија те болести у престоници.
Године 1878. пароброд за излете на Темзи, Шаблон:SS, сударио се са угљенарским бродом Bywell Castle и потонуо, узрокујући преко 650 смртних случајева. Несрећа се догодила у близини испуста и у британској штампи су се појавила питања да ли је канализација одговорна за неке од смрти. Именована је краљевска комисија да истражи систем под којим је MBW испуштао отпадне воде у Темзу. Комисија је у фебруару 1884. известила да, иако су радови на канализацији били корисни за град, и даље постоје неки проблеми које треба решити. То је укључивало испуштање у Темзу, које се није испирало у море без значајног одлагања, као и нестанак рибе на 15 mi (24 km) испод испуста. Осамдесетих година 19. века, даљи страхови од могућих здравствених проблема због испуста довели су до тога да је MBW пречишћавао отпадне воде у Кроснесу и Бектону, уместо да баца необрађени отпад у реку, и наручен је низ од шест бродова за муљ како би се отпад превозио у Северно море ради одлагања. Први брод наручен 1887. назван је SS Bazalgette; поступак је остао у употреби до децембра 1998, када је одлагање престало и за одлагање отпада коришћена је спалионица. Канализациона мрежа је проширена крајем 19. века и поново почетком 20. века. Дренажном мрежом, од 2015. године, управља Thames Water, и користи је до осам милиона људи дневно. Компанија је 2014. изјавила да се „систем бори да се носи са захтевима Лондона 21. века”.  Пумпна станица Кроснес остала је у употреби до средине 1950-их када је замењена. Мотори су били превелики за уклањање и остављени су in situ, иако су пропали. Сама станица је у јуну 1970. постала зграда од изузетног интереса (grade I) код Министарства за јавне зграде и радове (које је касније заменио English Heritage). Зграду и њене моторе, од 2015. године, обнавља Crossness Engines Trust. Председник повереништва је британски телевизијски продуцент Питер Базалгет, пра-праунук Џозефа. Од 2015. године, део постројења Аби Милс наставља да ради као пумпна станица за отпадне воде. Велики двоструки димњаци зграде уклоњени су током Другог светског рата због страха да би их Луфтвафе могао користити као оријентире за навигацију, а зграда је у новембру 1974. постала зграда од посебно важног интереса (grade II*) код Министарства радова.
Обезбеђивање интегрисаног и потпуно функционалног канализационог система за престоницу, заједно са повезаним падом случајева колере, навело је историчара Џона Доксата да изјави да је Базалгет „вероватно учинио више добра и спасио више живота него било који појединачни викторијански званичник”. Базалгет је наставио да ради у MBW-у до 1889, током којег је заменио три лондонска моста: Патни 1886, Хамерсмит 1887. и Батерси 1890. Именован је за председника Институција грађевинских инжењера (ICE) 1884, а 1901. отворен је споменик који обележава његов живот на Викторијином насипу. Када је умро у марту 1891, његов некролог у The Illustrated London News написао је да су Базалгетове „две велике титуле за славу то што је улепшао Лондон и исушио га”, док је сер Џон Куд, тадашњи председник ICE, рекао да ће Базалгетов рад „заувек остати као споменик његовој вештини и професионалној способности”. Некролог за The Times је сматрао да „када Новозеланђанин дође у Лондон хиљаду година касније величанствена чврстина и беспрекорна симетрија великих гранитних блокова који чине зид насипа на Темзи и даље ће остати.” Наставио је, „велики колектор који пролази испод Лондонаца додао је око 20 година њиховој шанси за живот”. Историчар Питер Акројд, у својој историји подземног Лондона, сматра да „са [Џоном] Нешом и [Кристофером] Реном, Базалгет улази у пантеон лондонских хероја” због свог рада, посебно изградње Викторијиног и Албертовог насипа.